# Šmoulinka
Šmoulinka je jedna z hlavních postav v komiksu, televizním seriálu a filmu Šmoulové. Stvořil ji pomocí kouzla Gargamel, aby Šmouly špehovala a škodila jim, ale brzy se přidala na jejich stranu. Je to jediná ženská postava mezi Šmouly, později k ní přibylo děvče Sašetka a nakonec Šmoulí babča. Její zálibou je pěstovat kytky okolo svého domku.

## Příchod Šmoulinky
Šmoulové ji našli opuštěnou v lese a vzali ji mezi sebe. S Gargamelem komunikovala prostřednictvím malého zrcátka a pod hrozbou smrti musela poslouchat jeho příkazy. Vymýšlela způsoby jak Šmoulům škodit. Ve snaze zaplavit Šmoulí vesnici se vydala na přehradu, kde se s Mlsounem přetahovala o ovládací páku, kterou se vypouští voda, až ji utrhla. Voda vesnici zaplavila, a sama Šmoulinka spadla do proudu řítící se vody a Šmoulové ji zachránili. Před šmoulím soudem přiznala, že ji stvořil a ovládal Gargamel, litovala svých činů a řekla, že by se chtěla ke Šmoulům přidat. Taťka Šmoula ji přeměnil z černovlásky na blondýnu. Brzy poté Šmoulové vlezli Gargamelovi do pasti a ona je zachránila.

## Povaha
Původně byla zlomyslná a hrubá. Poté, co ji Šmoulové zachránili a Taťka Šmoula soudil, probudilo se v ní svědomí a dřívějších zlomyslností litovala. Stala se dobromyslnou, stejně jako ostatní Šmoulové. Je inteligentní a oproti ostatním Šmoulům snáze vytuší nebezpečí.

## Vztahy s ostatními Šmouly
Se všemi ostatními Šmouly vychází velmi dobře a dá se říci, že všechny miluje a oni ji. Často si však přeje, aby byli Šmoulové něžnější a galantnější. Jednu dobu u ní bydlela Babča, s níž Šmoulinka nevycházela, protože Babča chtěla, aby bylo všechno podle ní. Také se zamilovala do fiktivního Dona Šmouliče z knihy, a tak jí Šprýmař vyhověl a začal se vydávat za Dona Šmouliče.

## Vzhled
Původně měla kratší černé vlasy a obyčejné bílé oblečení. Po přeměně Taťkou Šmoulou má dlouhé husté žluté vlasy, boty na podpatcích a šaty zdobené u spodního okraje kruhovými vzory. Oproti Šmoulům má menší nos.

## Zajímavosti
Jednou se do ní zamiloval jeden skřet a chtěl ji unést, a tak se za ní převlékl a vydával Silák. Gargamelovi se také jednou povedlo znovu dostat Šmoulinku pod svůj vliv stejně, jako když ji stvořil.

## Český Dabing
Seriál 1981 - 1989
Dabing ČST a TV Nova Jitka Molavcová
Dabing TV Barrandov Andrea Elsnerová
Film Šmoulové (2011) a Šmoulové 2 (2013)
Andrea Elsnerová
Film Šmoulové a zapomenutá vesnice (2017)
Ivana Korolová
Seriál 2021 - 2025
Anežka Saicová
Film Šmoulové ve filmu
Dasha